# 绿色浪潮
绿色浪潮是2022年马来西亚的政治术语。此社会运动有一系列的群集会，参与者以此宣泄对国阵和希盟的不满。直到2022年马来西亚大选后，“绿色浪潮”运动才崛起。这项社会运动直接催生国民联盟。

## 政治理念
绿色浪潮的理念为伊斯兰主义、泛伊斯兰主义、马来人至上、原住民肯定性行动、古典保守主义、右翼民粹主义、反华、反印、反美、反西方、反基督主义、反犹太主义、反同性恋、反移民、反皇室及落实伊斯兰教法。

### 相关人物
- 马来西亚第15届国会议员列表
- 哈迪阿旺
- 莫哈末沙努西
- 沙希淡
- 慕尤丁
- 马哈迪·莫哈末

### 相关选举
- 2022年马来西亚大选

### 相关事件

#### 2022年马来西亚州选
- 2022年霹雳州选举
- 2022年彭亨州选举
- 2022年玻璃市州选举

#### 2023年马来西亚州选
- 2023年槟城州选举
- 2023年雪兰莪州选举
- 2023年吉打州选举
- 2023年登嘉楼州选举
- 2023年吉兰丹州选举
- 2023年森美兰州选举